# Leskea constricta
Leskea constricta là một loài Rêu trong họ Leskeaceae. Loài này được Brid. mô tả khoa học đầu tiên năm 1812.